# Muja
Muja (ros. Муя) – rzeka w Rosji, w Buriacji; lewy dopływ Witimu. Długość 365 km; powierzchnia dorzecza 11 900 km².
Źródła w Górach Północnomujskich; płynie w kierunku wschodnim w wąskiej, głębokiej dolinie pomiędzy Górami Południowomujskimi a Północnomujskimi; spławna. 
Zamarza od października do drugiej połowy maja; zasilanie deszczowo-śniegowe.
Doliną rzeki Muja biegnie trasa BAM-u.